# یادداشت‌های در مورد افغانستان و بلوچستان
یادداشت‌های در مورد افغانستان و بلوچستان کتابی از سرگرد هنری جورج راورتی است. این اثر در چهار قسمت بین سال‌های ۱۸۸۱ تا ۱۸۸۸ منتشر شده‌است. این کتاب شرح و تاریخچه مناطق قبایلی در استان مرزی شمال غربی پاکستان و بلوچستان افغانستان است.